# Max van der Meulen
Max van der Meulen (* 13. Januar 2004 in Utrecht) ist ein niederländischer Radrennfahrer.

## Sportlicher Werdegang
2022 war van der Meulen einer der besten Junioren seines Jahrgangs, der mehrere Siege bei internationalen Rennen erringen konnte. Mit dem Wechsel in die U23 wurde er Mitglied bei seinem Wunschteam DSM, zunächst jedoch im Development Team. Seine erste Saison verlief nach Krankheit nicht wunschgemäß, so dass er keine nennenswerten Ergebnisse einfahren konnte.
Nachdem ihm das Team DSM noch keinen Profivertrag anbieten wollte, wechselte van der Meulen zur Saison 2024 zum Team Bahrain Victorious, wo er 2024 ein Jahr für das Development Team CTF Victorious fährt und ab 2025 Mitglied im UCI WorldTeam wird. Nach einem zweiten Platz beim Grand Prix Slovenian Istria zum Saisonauftakt erzielte er seinen ersten Sieg bei der Ronde de l’Isard, bei der er die Bergankunft der zweiten Etappe gewann.

## Erfolge
2022
- La Classique des Alpes Juniors
- Gesamtwertung, zwei Etappen und Bergwertung Medzinárodné dni cyklistiky Dubnica nad Váhom
- Gesamtwertung und eine Etappe Watersley Junior Challenge
- eine Etappe Aubel-Thimister-Stavelot
- Gesamtwertung und eine Etappe Tour de DMZ

2024
- eine Etappe und Punktewertung Ronde de l’Isard